# Wayne Snyman
Wayne Snyman (né le 8 mars 1985 à Welkom) est un athlète sud-africain, spécialiste de la marche.

## Biographie
Il remporte la médaille de bronze du 20 km marche lors des Jeux africains de Brazzaville dans le temps de 1 h 27 min 32 s. Il fait de même aux Jeux africains de 2019, en 1 h 23 min 38 s.
En 2022 il termine deuxième aux championnats d'Afrique en 1 h 22 min 5 s, après un final très serré avec le Kényan Samuel Gathimba.
Aux Championnats du monde, il établit un record d'Afrique sur 35 km marche en terminant 20e de l'épreuve en 2 h 31 min 15 s.
En 2024, Wayne Snyman décroche le bronze aux Championnats d'Afrique.

## Palmarès
| Date | Compétition            | Lieu           | Résultat | Épreuve      | Performance     |
| ---- | ---------------------- | -------------- | -------- | ------------ | --------------- |
| 2015 | Jeux africains         | Brazzaville    | 3e       | 20 km marche | 1 h 27 min 32 s |
| 2016 | Championnats d'Afrique | Durban         | 4e       | 20 km marche | 1 h 22 min 20 s |
| 2016 | Jeux olympiques        | Rio de Janeiro | 58e      | 20 km marche | 1 h 29 min 20 s |
| 2018 | Championnats d'Afrique | Asaba          | 5e       | 20 km marche | 1 h 28 min 16 s |
| 2019 | Jeux africains         | Rabat          | 3e       | 20 km marche | 1 h 23 min 38 s |
| 2021 | Jeux olympiques        | Tokyo          | 20e      | 20 km marche | 1 h 24 min 33 s |
| 2022 | Championnats d'Afrique | Saint-Pierre   | 2e       | 20 km marche | 1 h 22 min 5 s  |
| 2024 | Championnats d'Afrique | Douala         | 3e       | 20 km marche | 1 h 25 min 19 s |

### National
- 7 titres au 20 km marche : 2009, 2017, 2018, 2019, 2021, 2022, 2024
- 1 titre au 35 km marche : 2022.

### Records
| Épreuve      | Performance          | Lieu      | Date            |
| ------------ | -------------------- | --------- | --------------- |
| 20 km marche | 1 h 20 min 17 s      | Poděbrady | 6 avril 2019    |
| 35 km marche | 2 h 31 min 15 s (AR) | Eugene    | 24 juillet 2022 |